# Epigynopteryx eugonia
Epigynopteryx eugonia là một loài bướm đêm trong họ Geometridae.